# Louis-François Faur
Pour les articles homonymes, voir Faur.
Louis-François Faur, né le 24 août 1746 à Saint-Denis et mort le 14 mars 1829 à Charbuy, est un librettiste, dramaturge et homme de lettres français.
Faur fut secrétaire du duc de Fronsac et, bien qu’il ait laissé de nombreuses productions, il termina ses jours dans la misère et dans l’oubli. On a de lui des comédies comme le Déguisement forcé (1780), en 2 actes ; Isabelle et Fernand ou l’Alcade de Zolaitrée (1784), en 3 actes, l’Amour à l’épreuve (1784) ; la Veuve anglaise (1786) ; le Confident par hasard (1801), en 4 actes et en vers ; Rien pour lui (1805), en 3 actes, etc., des drames Montrose et Amélie (1783), qui eut un grand succès ; la Prévention vaincue (1786) ; Alphonsine et Séraphine (1795) ; le Sabot fidèle (1805) ; des librettos d’opéras comiques Colombine et Cassandre le pleureur (1786) ; l’Intrigant sans le vouloir (1794) ; la Fête de la cinquantaine (1796, in-8°), etc.
Celui des ouvrages de Faur qui a fait le plus de bruit est la Vie privée du maréchal de Richelieu (Paris, 1790, 3 vol. in-8°). On y trouve des anecdotes piquantes, destinées à faire scandale, entre autres la romanesque aventure du duc de Richelieu, avec Mme Michelin, la belle tapissière.

## Sources
- Grand dictionnaire universel du XIXe siècle : français, historique, géographique, mythologique, bibliographique, t. 8, Paris, Administration du grand Dictionnaire universel, 1866-1877 (lire en ligne), p. 145.
- Biographie universelle, ancienne et moderne (Supplément), Paris : Louis-Gabriel Michaud, 1838, vol.64, p. 19-20